# 金原優
金原 優（かねはら ゆう、1949年〈昭和24年〉1月3日 - ）は、医学書院代表取締役社長。
東京都出身。
1971年に成蹊大学工学部経営工学科卒業後、同年4月にCBS,Inc.New York入社。1976年4月に医学書院入社。
社団法人日本書籍出版協会副理事長を務めている。

## 経歴
- 1971年3月 - 成蹊大学工学部経営工学科卒業
- 1971年4月 - CBS,Inc.New York入社
- 1976年4月 - 株式会社医学書院入社
- 1978年9月 - 同社 常務取締役
- 1985年8月 - 同社 代表取締役副社長
- 1987年7月 - 同社 代表取締役社長[2]